# 2011 en informatique
2010 en informatique - 2011 - 2012 en informatique
Cet article présente les faits marquants de l'année 2011 en informatique.

## Événements
- janvier : Achat d'Atheros (en) par Qualcomm pour 3,1 milliards de dollars[1].
- mars : Nokia revend Qt[2].
- Seagate et Western Digital annoncent vouloir acheter les filiales disque dur de Samsung et Hitachi, respectivement.
- mars et mois suivants : le seisme du 11 mars au Japon et ses conséquences (tsunami, coupures de courant...) affectent la production japonaise d'électronique et d'informatique.
- avril : Nokia annonce un partenariat majeur avec Microsoft[3], pour utiliser à l'avenir Windows Phone comme système d'exploitation de ses smartphones, à la place de Symbian et MeeGo, dont les développeurs sont exclus de Nokia[4].
- à plusieurs reprises[5] Intel vante le concept d'« ultrabook », ordinateur portable au format du MacBook Air, peu épais (pas plus de 21 mm d'épaisseur), dont le processeur consomme peu (moins de 20W, northbridge compris) mais reste puissant (possible grâce aux progrès de l'industrie informatique).
- 15 août : Annonce officielle de l'achat de Motorola Mobility par Google pour un total de 12,5 milliards de dollars, soit 8,7 milliards d'euros[6].
- 18 août : Hewlett-Packard annonce l'arrêt du développement de sa plateforme WebOS[7] et envisage de recentrer sa stratégie d'affaires en devenant une compagnie de services informatiques.
- 24 août : Démission de Steve Jobs du poste de CEO d'Apple.
- 5 octobre : Mort de Steve Jobs.
- octobre et mois suivants : les inondations en Thaïlande affectent la production mondiale de disques durs[8].
- 27 octobre : Sony rachète à Ericsson les 50 % de Sony Ericsson qui lui manquent pour environ 1 milliard de dollars[9].
- 9 décembre : HP annonce la prochaine libération du projet webOS sous licence libre[10],[11].

### Prix et distinctions
- Prix Turing : Judea Pearl, pour « ses contributions fondamentales à l'intelligence artificielle par le développement de l'analyse probabiliste et du raisonnement causal »
- Johan Håstad reçoit le Prix Gödel pour la seconde fois.

## Norme
- C++11, nouvelle norme du langage C++, a été approuvée le 12 août 2011.
- OpenDocument 1.2

## Logiciel
- LibreOffice 3.3 est sorti le 25 janvier
- LibreOffice 3.4.1 est sorti le premier juillet
- OpenOffice.org 3.3 est sorti le 26 janvier
- Google Chrome 10 est sorti le 18 février
- Mozilla Firefox 4.0 est sorti le 22 mars
- Internet Explorer 9 est sorti le 15 mars
- BlueGriffon 1.0 le 10 mai
- Sortie de Snap! (langage), nouveau nom et version 4 de BYOB
- phpMyAdmin 3.4.0 sort le 11 mai[12].

### Système d'exploitation
- Mac OS X 10.7 est sorti le 20 juillet
- Solaris 11 est sorti en novembre
- *BSD
  - FreeBSD est sorti en version :
    - 7.4 en février
    - 8.2 en février

  - OpenBSD est sorti en version :
    - 4.9 le 1er mai
    - 5.0 en novembre

  - NetBSD est sorti en version :
    - 5.2 attendue

  - PCBSD est sorti en version :
    - 8.2 en février
- Noyau Linux :
  - 2.6.37 le 5 janvier
  - 2.6.38 le 15 mars
  - 2.6.39 le 19 mai 
  - 3.0 le 22 juillet
  - 3.1 le 24 octobre
- Distribution Linux :
  - Android
    - 3.0 en février

  - Debian
    - 6.0 le 6 février

  - Fedora
    - 15 (Lovelock) le 24 mai

  - Mageia
    - 1.0 le 3 juin

  - Mandriva Linux
    - 2011 le 28 août

  - SUSE
    - 11.4 le 10 mars

  - Ubuntu
    - 11.04 le 1104 -changement-radical 28 avril
    - 11.10 le 13 octobre
- KDE
  - 4.6 le 26 janvier
  - 4.7 le 28 juillet
- GNOME
  - 3.0 en avril
  - 3.2 en septembre
- RPM
  - 4.9 le 2 mars

## Matériel
- Des puces de mémoire flash gravées en 25 nm sont attendues chez Intel[13], Samsung[14] et autres fondeurs (sorties).
- Des disques durs à plateaux de 1To (par plateau) sont attendus[15]
- Le coût des disques SSD passe sous la barre du 1€/Go

### Processeurs
- Un an après le 32 nm d'Intel, les fonderies concurrentes GlobalFoundries et TSMC devraient commencer à produire des puces CPU/GPU gravées en 32/28 nm début 2011[16],[17]
- Un an après Intel, AMD devrait sortir des processeurs gravés en 32 nm début 2011[17]
- Des processeurs Sandy Bridge[18] d'Intel sont attendus début 2011
- Des processeurs Fusion+bobcat[19], Fusion+K10[20],[17] et Bulldozer[17] sont attendus début 2011 chez AMD
- AMD sort des processeurs à 8 cœurs pour ordinateur de bureau (quatrième trimestre)
- Sortie du processeur Xeon Eagleton d'Intel (6 à 10 cœurs, pour serveur) en avril
- Sortie du processeur Opteron Interlagos d'AMD (8 à 16 cœurs, pour serveur)[21] au quatrième trimestre
- sortie du processeur SPARC T4 (en) d'Oracle (8 cœurs, pour serveur) en septembre[22]